# هاچیسون ۵۳۰۸
سیارک ۵۳۰۸ (به انگلیسی: 5308 Hutchison، نامگذاری:1981DC2) پنج هزار و سیصد و هشتمین سیارک کشف شده‌است که در ۲۸ فوریه ۱۹۸۱ کشف شد.
قدر مطلق سیارک برابر ۲۹.۵ است.